# Indian Ordnance Factories
A Indian Ordnance Factories (भारतीय आयुध निर्माणियाँ; Bhāratīya āyudh nirmāṇiyān), parte do Ordnance Factories Board (OFB) (em hindi:  आयुध निर्माणी बोर्ड; IAST: Āyudh nirmāṇī borḍ), é uma organização industrial, que funciona sob o "Department of Defence Production" (DDP) do Ministério de Defesa, Governo da Índia. Atua em pesquisa, desenvolvimento, produção, teste, marketing e logística de uma abrangente gama de produtos nas áreas de sistemas aéreos, terrestres e marítimos. O OFB compreende quarenta e uma fábricas de artilharia, nove institutos de treinamento, três centros regionais de marketing e quatro controladores regionais de segurança, espalhados por todo o país.

### Associados
- Palle Rama Rao - Instrumental na criação de Heavy Alloy Penetrator Project para a fabricação de ligas à base de tungstênio. Também atuou como Secretário, Departamento de Ciência e Tecnologia (Índia) e Presidente, Atomic Energy Regulatory Board. Premiado Padma Shri, Padma Bhushan e Padma Vibhushan pelo Governo da Índia.
- V. N. Krishnamurthy - Contribuiu na criação de planta de propulsores de base dupla em Ordnance Factory Itarsi.

### Família
- Suresh Raina - Jogou como capitão da Indian Cricket Team. Seu pai trabalhou na Ordnance Factory Muradnagar perto de Delhi.
- Dhanraj Pillay - Ex-capitão da [[equipe nacional de hóquei no campo da Índia], a equipe indiana de hóquei]]. Premiado Rajiv Gandhi Khel Ratna e Padma Shri pelo Governo da Índia. Seu pai trabalhou na fábrica de munições Khadki em Pune.
- Kay Kay Menon - ator indiano de cinema, televisão e teatro. Seu pai trabalhou na Ordnance Factory Ambarnath, Mumbai.